# Propriété de la borne supérieure
En mathématiques, un ensemble ordonné est dit posséder la propriété de la borne supérieure si tous ses sous-ensembles non vides et majorés possèdent une borne supérieure. De même, un ensemble ordonné possède la propriété de la borne inférieure si tous ses sous-ensembles non vides et minorés possèdent une borne inférieure. Il s'avère que ces deux propriétés sont équivalentes.
On dit aussi parfois qu'un ensemble possédant la propriété de la borne supérieure est Dedekind complet.

## Définition
Soit {\displaystyle (E,\leq )} un ensemble ordonné (partiellement ou totalement). Cet ensemble possède la propriété de la borne supérieure (resp. inférieure) si pour tout sous-ensemble non vide {\displaystyle A\subset E} qui possède un majorant (resp. minorant) alors {\displaystyle A} possède une borne supérieure (resp. inférieure).

## Propriétés
- Un ensemble ordonné possède la propriété de la borne supérieure si et seulement si il possède la propriété de la borne inférieure.

- Si {\displaystyle (E,\leq )} est un ensemble totalement ordonné et Dedekind complet, alors les intervalles de {\displaystyle E} (c'est-à-dire les sous-ensembles {\displaystyle I\subset E} vérifiant {\displaystyle \forall x,y\in I,\,x<z<y\Rightarrow z\in I}) sont exactement les ensembles de la forme {\displaystyle \left]a,b\right[,\,\left[a,b\right[,\,\left]a,b\right],\,\left[a,b\right],\,\left]\leftarrow ,b\right],\,\left]\leftarrow ,b\right[,\,\left[a,\rightarrow \right[,\,\left]a,\rightarrow \right[,\,E} où par exemple {\displaystyle \left]a,b\right[:=\{x\in E\,|\,a<x<b\}} et {\displaystyle \left[a,\rightarrow \right[:=\{x\in E\,|\,x\geq a\}}.

## Exemples
- Un treillis complet est Dedekind complet puisque chaque sous-ensemble (vide ou non, majoré ou non, minoré ou non) possède une borne inférieure et supérieure.
- L'ensemble des nombres réels {\displaystyle \mathbb {R} } est Dedekind complet[2].

- L'ensemble des nombres rationnels {\displaystyle \mathbb {Q} } n'est pas Dedekind complet.